# Brandmus
Brandmus (Apodemus agrarius) är en art i underfamiljen möss.

## Kännetecken
Brandmusen har ungefär samma kroppsbyggnad som mindre skogsmusen. Kroppens längd är mellan 7 och 12 centimeter, och därtill kommer en 4,5 till 9 centimeter lång svans. Vikten når upp till 30 gram. Pälsen är rödbrun till gulbrun, ibland med ett gråaktigt inslag. Längs djurets rygg löper en tydlig, två till tre millimeter bred strimma av mörkare päls. Buken är vit, mera gråvit hos ungdjuren. Öronen är i jämförelse med övriga kroppen mindre än hos de andra skogsmössen; bortsett från detta, och att den saknar ryggstrimma, är annars den större skogsmusen lik brandmusen. Arten kan även förväxlas med buskmusen (Sicista betulina) i familjen springråttor.

## Utbredning
Arten förekommer i två skilda utbredningsområden. Det ena sträcker sig från centrala Tyskland i väst till mellersta Sibirien och Bajkalsjön i öst. Den nordligaste populationen finns i södra Finland och söderut finns arten till Grekland (saknas nästan helt i Tjeckien och Österrike), Balkanhalvön och Kaukasus. Det andra området omfattar östra Kina, Koreahalvön och Taiwan till norra Myanmar.
I Norden finns arten i södra Finland (utom Åland) med ungefärlig nordgräns från Södra Österbotten till Norra Karelen, samt i Danmark på öarna Lolland, Falster och Mön. Vid två tillfällen år 2009 har ett antal enskilda individer kommit med potatisleveranser till Ödeshög i Östergötland i Sverige. Därefter har inga fler fynd av brandmöss gjorts i landet.

## Habitat
Brandmusen vistas främst i skogsbryn, åkrar, fuktängar, parker och trädgårdar, gärna nära mänsklig bebyggelse. Den undviker alltför tät terräng. Arten föredrar fuktiga områden. Under vintern söker den skydd i ladugårdar, källare eller uthus.

## Levnadssätt
Arten kan vara aktiv såväl på dagen som på natten. Födan utgörs av ryggradslösa djur som snäckor, daggmaskar och insekter, men också, inte minst under vintern, av växtföda som rötter, frön, nötter och blad. Den skapar tunnlar under markytan där den har bon och förrådsutrymmen. Honan kan para sig flera gånger per år, och föder fram mellan tre och åtta ungar per kull.